# 鲍茨-摩根分类
鲍茨-摩根分類是蘿拉·P.·鲍茨和威廉·威爾森·摩根在1970年依據哈伯序列形態發展出的星系團分類。他們定義了三種主要的類型：第一、第二和第三，也允許中間的類型（I-II、II-III）。最初的類型有4種，但在論文發表之前的最後編輯時，將第四型刪除了。

## 分類
- I型的星系團由亮且大的超大質量cD星系主導，像是阿貝爾2029和阿貝爾2199。

- II型星系團包含橢圓星系，它們的亮度介於I型和III型之間。后髮座星系團是II型的例子。

- III型星系團沒有顯著的成員，例如室女座星系團。III型有兩個分支：IIIE型和IIIS型。
  - IIIE型沒有太多的螺旋星系。
  - IIIS型有許多巨大的螺旋星系。

- 未被採納的IV型其最亮的成員主要是螺旋星系[2]。

## 例子
|  | 例子         | 類型        | 註解 |
|  | ------------ | ----------- | ---- |
|  | 阿貝爾2029   | Type I      |      |
|  |              | Type I-II   |      |
|  | 后髮座星系團 | Type II     |      |
|  |              | Type II-III |      |
|  | 室女座星系團 | Type III    |      |
|  |              | Type IIIS   |      |
|  |              | Type IIIE   |      |